# 20th Century Studios Home Entertainment
20th Century Studios Home Entertainment (Fox Home) is verantwoordelijk voor de distributie van de dvd's en -video's van de door 20th Century Fox, 20th Century Fox Television en Blue Sky Studios geproduceerde films en series. Het bedrijf is onderdeel van de Fox Entertainment Group, dat onderdeel is van de multinational 21st Century Fox.
Sinds 2006 is Fox Home buiten de Verenigde Staten verantwoordelijk voor de distributie van MGM Home Entertainment (onderdeel van Metro-Goldwyn-Mayer).
Ze verspreiden ook titels van Relativity Media, EuropaCorp U.S.A., Annapurna Pictures, Fathom Events en Entertainment One.